# Mozková komora

Anatomie mozkových komor člověka, obrázek se po otevření otáčí a vytváří trojrozměrný dojem. Červeně laterální komory, modře III. a IV. komora

Mozkové komory (ventriculi, jedn. č. ventriculus) jsou dutiny uvnitř mozku obratlovců, které dohromady tvoří tzv. ventrikulární systém. Komory vznikají embryologicky zbytněním centrální dutiny neurální trubice. Navazují na míšní kanálek a jsou vyplněny mozkomíšním mokem, který je produkován ve stěnách mozkových komor v místech zvaných choroidní plexus. Jeden pár mozkových komor se nachází v hemisférách koncového mozku (I. a II. komora, na ně navazuje uvnitř mezimozku III. mozková komora; IV. mozková komora se nachází v prodloužené míše. U nižších obratlovců nicméně existuje ještě mozková komora uvnitř středního mozku, kde je např. u člověka nahrazena Sylviovým kanálkem. Jiní obratlovci mohou mít i dutinu uvnitř mozečku, uvnitř tecta či v hypothalamu.
U člověka nicméně rozlišujeme tyto komory:
- I. a II. mozková komora (tzv. laterální čili postranní komora, ventriculus lateralis) – největší mozkové komory vůbec. Mají podkovovitý tvar a skládají se z tří „rohů“ – cornu frontale (přední roh) cornu occipitale a cornu temporale. V blízkosti předního rohu se nachází otvory, tzv. Monroovy, kterými I. a II. komora komunikují s III. komorou
- III. mozková komora (ventriculus tertius) – jedná se o spíše úzkou plochou vertikální štěrbinu, která se nachází v centrální části mezimozku a její stěny jsou tvořeny především thalamem a hypothalamem. Z třetí komory směřují výběžky směrem k očnímu chiasmatu, k hypothalamu, epifýze a nad epithalamus. V zadní části z něj vybíhá Sylviův kanálek směřující ke čtvrté komoře.
- IV. mozková komora (ventriculus quartus) – je dutina pyramidálního tvaru, jejíž stěny tvoří prodloužená mícha a Varolův most. Těsně nad ní se také nachází mozeček. Z této komory odchází mozkomíšní mok do centrálního kanálku v míše.